# Сужиков Мухамедгалі Аленович
Мухамедгалі Аленович Сужиков (15 вересня 1910, село Баклано-Лопатіно Красноярського повіту Астраханської губернії, тепер Астраханської області, Російська Федерація — 14 серпня 1999, Казахстан) — радянський державний діяч, секретар ЦК КП Казахстану, 1-й секретар Актюбинського, Кзил-Ординського і Семипалатинського обласних комітетів КП Казахстану. Депутат Верховної ради Казахської РСР 3-го скликання. Депутат Верховної ради СРСР 4—5-го скликань.

## Біографія
Народився в родині робітника. У 1927—1929 роках — слухач дворічних педагогічних курсів при Народному комісаріаті освіти РРФСР.
У 1929—1938 роках — завідувач початкової школи колгоспної молоді; директор Володарського робітничого факультету Астраханського рибного технікуму.
Член ВКП(б) з 1932 року.
У 1938—1943 роках — голова виконавчого комітету Володарської районної ради депутатів трудящих Астраханського округу.
До грудня 1943 року — секретар Астраханського окружного комітету ВКП(б).
У 1944—1945 роках — заступник секретаря Астраханського обласного комітету ВКП(б) з тваринництва.
У 1945—1948 роках — слухач Вищої школи партійних організаторів при ЦК ВКП(б), слухач Вищої партійної школи при ЦК ВКП(б).
У 1948—1949 роках — секретар Актюбинського обласного комітету КП(б) Казахстану з кадрів. У 1949—1950 роках — секретар Актюбинського обласного комітету КП(б) Казахстану.
У 1950—1951 роках — 1-й секретар Актюбинського обласного комітету КП(б) Казахстану.
17 жовтня 1951 — 12 червня 1954 року — секретар ЦК КП Казахстану.
У червні 1954 — січні 1958 року — 1-й секретар Кзил-Ординського обласного комітету КП Казахстану.
У січні 1958 — вересні 1960 року — 1-й секретар Семипалатинського обласного комітету КП Казахстану.
У вересні 1960 — 1963 року — заступник голови Комісії державного (радянського) контролю Ради міністрів Казахської РСР.
У 1963—1965 роках — голова Казахського республіканського комітету профспілки працівників культури.
У 1965—1967 роках — секретар Кустанайського обласного комітету КП Казахстану.
У 1967—1971 роках — голова Державного комітету Ради міністрів Казахської РСР з друку.
З 1971 року — персональний пенсіонер. 
Помер 14 вересня 1999 року.

## Нагороди
- орден Трудового Червоного Прапора
- два ордени «Знак Пошани»
- медаль «За трудову доблесть»
- медалі